# Bourg-d’Oueil
Bourg-d’Oueil (okzitanisch Borg de Guelh) ist eine kleine französische Gemeinde mit 13 Einwohnern (Stand 1. Januar 2022) im Département Haute-Garonne in der Region Okzitanien (bis 2015 Midi-Pyrénées).
Die Einwohner nennen sich Bourgiens.

## Geographie
Mitten in den Pyrenäen nahe am Col du Port de Balès; 62 Kilometer südwestlich von Saint-Gaudens.

## Bevölkerungsentwicklung
| Jahr                       | 1962 | 1968 | 1975 | 1982 | 1990 | 1999 | 2006 | 2011 | 2017 | 2019 |
| -------------------------- | ---- | ---- | ---- | ---- | ---- | ---- | ---- | ---- | ---- | ---- |
| Einwohner                  | 36   | 21   | 18   | 21   | 19   | 10   | 11   | 9    | 6    | 5    |
| Quellen: Cassini und INSEE |      |      |      |      |      |      |      |      |      |      |

## Sehenswürdigkeiten
- Kirche La Présentation, erbaut ab dem 11. Jahrhundert

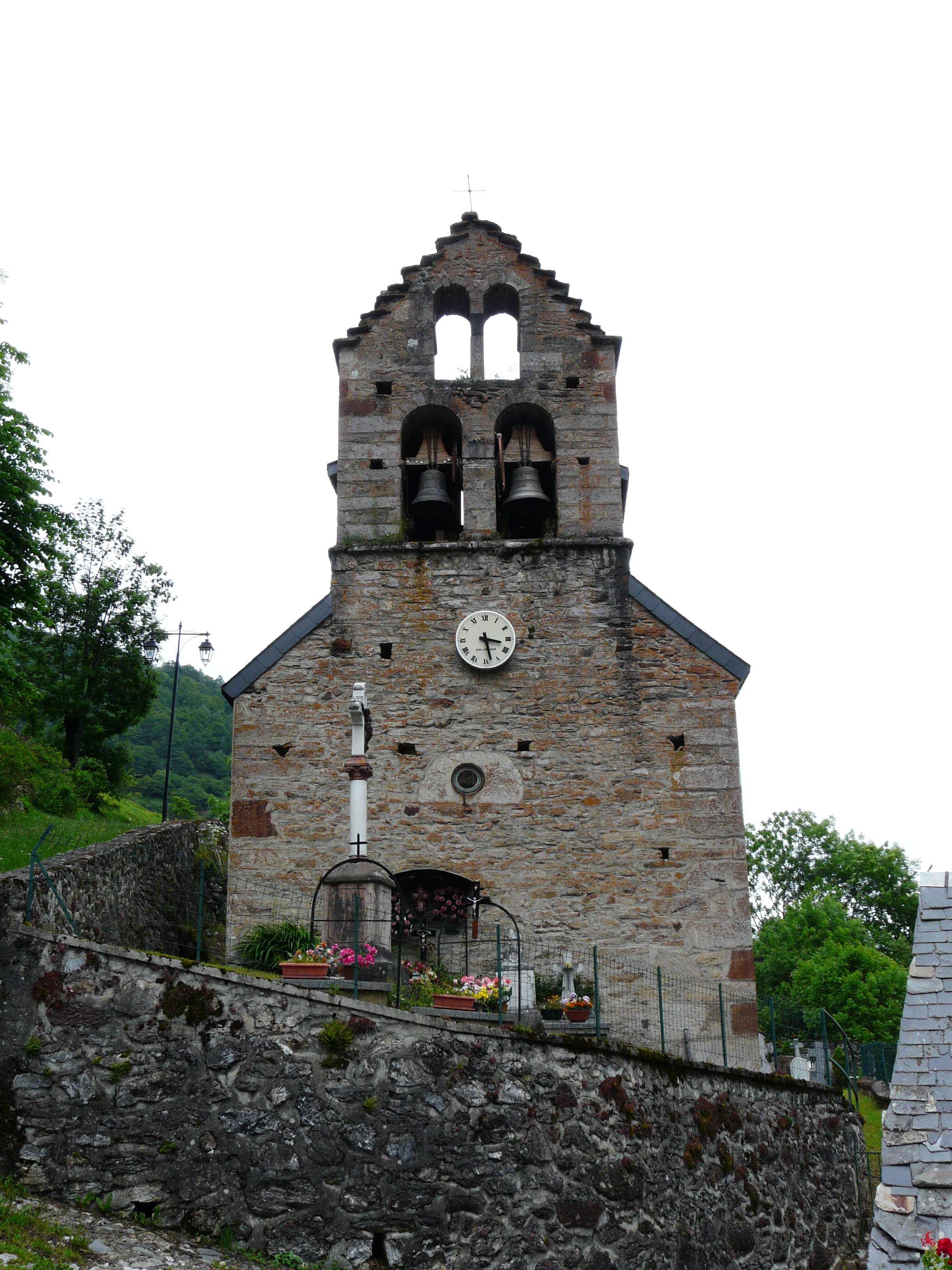
Kirche La Présentation